# Глинчук, Майя Давыдовна
Майя Давыдовна Глинчук — советский и украинский учёный в области материаловедения, доктор физико-математических наук (1974), профессор (1984), член-корреспондент НАНУ (1995).
Родилась 13.02.1935 в Киеве, сестра физика Константина Глинчука.
Окончила физический факультет Киевского университета (1957), кафедра теоретической физики.
С 1958 г. в Институте проблем материаловедения АН УССР (Киев), с 1985 г. зав. отделом функциональных оксидных материалов.
По совместительству преподавала и вела научную деятельность в Киевском университете, с 1988 г. профессор.
Автор научных работ в сферах физики твёрдого тела, теории фазовых переходов, радиоспектроскопии.
Заслуженный деятель науки и техники Украины (2015).
Государственная премия Украинской ССР в области науки и техники (1988). Премия имени И. М. Францевича (1995) — за цикл работ «Новые материалы и элементы электронной техники на основе пьезокерамики титаната-цирконата свинца».
Сочинения:
- Некоторые вопросы теории локальных электронных центров на поверхности полупроводника : диссертация ... кандидата физико-математических наук : 01.00.00. - Киев, 1963. - 196 с. : ил.
- Исследование по теории формы линии и релаксации в параэлектрическом и парамагнитном резонансах : диссертация ... доктора физико-математических наук : 01.04.10. - Киев, 1973. - 293 с. : ил.
- Электрические эффекты в радиоспектроскопии : Электрон., парамагнит., двойной электрон.-ядер. и параэлектр. резонансы / [М. Д. Глинчук, В. Г. Грачев, М. Ф. Дейген и др.]; Под общ. ред. М. Ф. Дейгена. - М. : Наука, 1981. - 332 с. : ил.; 22 см.
- Наноферроики [Текст] : монография / М. Д. Глинчук, А. В. Рагуля ; НАН Украины, Ин-т проблем материаловедения им. И. Н. Францевича. - К. : Наукова думка, 2010. - 311 с. : рис., табл. - (Проект "Наукова книга"). - Бібліогр.: с. 271-304. - 300 прим. - ISBN 978-966-00-0858-9